# Беседин, Иван Сергеевич
Ива́н Серге́евич Бесе́дин (род. 13 февраля 1954, Баку, Азербайджанская ССР) — российский железнодорожный управленец, начальник Калининградской железной дороги (2006—2011), 10-й начальник Московского метрополитена (2011—2014), начальник департамента управления транспортно-логистическим бизнес-блоком ОАО «РЖД» (с 2015 года).

## Биография
Родился 13 февраля 1954 года в Баку.
В 1976 году окончил Московский институт инженеров железнодорожного транспорта по специальности инженер-электрик. После окончания института работал в нём младшим научным сотрудником, старшим инженером, старшим научным сотрудником кафедры «Организация грузовой и коммерческой работы».
С 1985 года работал в Министерстве путей сообщения СССР. Был главным экспертом, начальником отдела, первым заместителем начальника главного экономического управления, начальником управления экономики и развития.
Когда 20 января 1992 года Геннадия Фадеева назначили министром путей сообщения России, тот пригласил Беседина к себе на должность своего первого заместителя.
В 1992—1993 годах — начальник Управления экономики и развития МПС России.
В 1993—1995 годах — заместитель министра путей сообщения РФ.
В 1995—1999 годах — первый заместитель министра путей сообщения РФ.
В 1999 году Фадеев возглавил Московскую железную дорогу, и Беседин продолжил работу в подчинении у Фадеева, но уже в должности первого заместителя начальника Московской железной дороги.
В 2000—2001 годах — заместитель председателя Организации сотрудничества железных дорог в Варшаве (Польша).
В апреле 2002 — сентябре 2003 года — заместитель председателя федеральной энергетической комиссии, статс-секретарь.
В 2003—2006 годах — директор ФГУП Всесоюзного научно-исследовательского института железнодорожного транспорта МПС России.
11 сентября 2006 года приказом президента ОАО «РЖД» В. И. Якунина Беседин был назначен начальником Калининградской железной дороги. Он сменил Виктора Будовского, который был выдвинут на пионерский проект по созданию дирекции железнодорожных вокзалов (ДЖВ). Начальником Калининградской железной дороги Беседин работал до февраля 2011 года.
7 февраля 2011 года назначен начальником Московского метрополитена, сменив Дмитрия Гаева.
Кандидат технических наук. Награждён орденом Дружбы (1993), медалью «За развитие железных дорог» (2008).
22 июля 2014 года, после катастрофы в метро 15 июля 2014 года, был уволен мэром с поста начальника ГУП «Московский метрополитен». Как пояснил Беседин, он сам подал в отставку, «глубоко переживая трагедию и лично осознавая свою ответственность за произошедшее несчастье». Вместо Беседина новым начальником Московского метрополитена назначен Дмитрий Пегов.
В феврале 2015 года стало известно, что Беседин назначен начальником департамента управления транспортно-логистическим бизнес-блоком компании РЖД.

## Контракт с правительством Москвы
По контракту с правительством Москвы, заключённому на срок 4 года, месячный оклад Беседина составлял 1 500 000 рублей.

## Семья
Жена Нина по профессии педагог, преподавала в московской школе № 838.
Все дети Беседина окончили Московский государственный университет путей сообщения.
Старший сын Сергей — с 2000 занимается бизнесом в партнёрстве с Сергеем Шишкарёвым, совладелец железнодорожной экспедиторской компании «Транспортная корпорация», совладелец и гендиректор транспортных компаний ООО «СТК» и ООО «ТГК Групп».
Младший сын Александр — кандидат технических наук, работал на станции Люблино—Сортировочное.
Дочь Анастасия — работала во ВНИИ железнодорожного транспорта.